# Aclytia reducta
Aclytia reducta är en fjärilsart som beskrevs av Rothschild 1912. Aclytia reducta ingår i släktet Aclytia och familjen björnspinnare. Inga underarter finns listade i Catalogue of Life.